# Mihajlo Mihajlovics Brascsajko
Mihajlo Mihajlovics Brascsajko (ukránul: Михайло Михайлович Бращайко; Balazsér,  1883. október 14. – Ungvár, 1969. január 5.), magyar forrásokban gyakran Brascsajko Mihály kárpátaljai ukrán-ruszin jogász és politikus. A kárpátaljai ruszinok ukrán irányzatához tartozott. Az 1939-ben rövid ideig fennállt Kárpát-Ukrajna szojmjában (parlamentjében) az alkotmányügyi bizottság elnöke volt. Julij Brascsajko öccse.

## Életútja
A Beregszászi járásban, Balazsér faluban született. Husztközben (Nankovo) és Huszton végezte az elemi iskolát, majd a máramarosszigeti és az ungvári gimnáziumba járt. A Kolozsvári Egyetemen, majd a Bécsi Egyetemen tanult jogot, a diplomáját 1910-ben szerezte meg. Bécsi tartózkodása alatt ismerkedett meg galíciai vezető politikai és értelmiségi személyiségekkel, többek között az osztrák parlament galíciai képviselőivel.
1913 októberében jogi szakvizsgát tett, majd saját ügyvédi irodát nyitott Rahón. Hamarosan behívták az Osztrák–Magyar Monarchia hadseregébe katonai szolgálatra, ahol 1918-ig szolgált.
1918 végén visszatért Kárpátaljára, ahol bekapcsolódott a helyi közéleti tevékenységbe. 1918. december 18-án részt vett a Máramarosszigeten megtartott máramarosi gyűlésen, ahol a küldöttek megalakították a Máramarosi Ruszin Néptanácsot. 1919-ben egyik kezdeményezője volt a Magyarországi Ruszinok Össznépi Kongresszusa összehívásának, amely 1919. január 21-én ülésezett Huszton. A kongresszuson a küldöttek határozatot hoztak a kárpátaljai ruszin területek Ukrajnához csatlakozásáról. Brascsajko ebben az időszakban a Nyugat-Ukrán Népköztársaság kormányához delegált kárpátaljai küldött volt.